# Várzea de Meruge
Várzea de Meruge ist eine Ortschaft und ehemalige Gemeinde in Portugal.

## Geschichte
Hier bestand wahrscheinliche eine kleine befestigte Siedlung der Castrokultur, als Römer sich hier niederließen. Der Ort wurde vermutlich nach der mittelalterlichen Reconquista wiederbesiedelt, im Zuge der Siedlungspolitik des Ritterordens von Avis, dem die Ländereien zugefallen waren. In den königlichen Erhebungen von 1258 wurde der Ort erstmals aufgeführt. Er blieb eine Gemeinde im Kreis Vila do Casal bis zu dessen Auflösung 1834. Seit 1855 auch der Kreis Ervedal aufgelöst wurde, gehört Várzea de Meruge zu Seia.
Mit der Gebietsreform 2013 wurde die Gemeinde Várzea de Meruge aufgelöst und mit Carragozela zu einer neuen Gemeinde zusammengeschlossen.

## Verwaltung
Várzea de Meruge war eine Gemeinde (Freguesia) im Kreis (Concelho) von Seia, im Distrikt Guarda. Sie hatte 249 Einwohner auf einer Fläche von 6,1 km² (Stand 30. Juni 2011).
Sie bestand nur aus dem gleichnamigen Ort.
Im Zuge der kommunalen Neuordnung Portugals wurde Várzea de Meruge am 29. September 2013 mit Carragozela zur neuen Gemeinde União das Freguesias de Carragozela e Várzea de Meruge zusammengeschlossen.
Sitz der neuen Gemeinde wurde Carragozela, während die Gemeindeverwaltung von Várzea de Meruge als Bürgerbüro erhalten blieb.